# Badminton bei den Indischen Nationalspielen 2023
Bei den Indischen Nationalspielen 2023 wurden vom 19. bis zum 24. Oktober 2023 in Taleigão in Goa im Badminton fünf Einzel- und zwei Teamwettbewerbe ausgetragen.

## Medaillengewinner
| Disziplin    | Gold                                   | Silber                                             | Bronze                                         |
| ------------ | -------------------------------------- | -------------------------------------------------- | ---------------------------------------------- |
| Herreneinzel | Tharun Mannepalli                      | Sourabh Varma                                      | Mithun Manjunath                               |
| Herreneinzel | Tharun Mannepalli                      | Sourabh Varma                                      | Harsheel Dani                                  |
| Dameneinzel  | Anupama Upadhyaya                      | Aditi Bhatt                                        | Aakarshi Kashyap                               |
| Dameneinzel  | Anupama Upadhyaya                      | Aditi Bhatt                                        | Meghana Reddy                                  |
| Herrendoppel | Nithin H. V. Pruthvi Krishnamurthy Roy | Hariharan Amsakarunan Ruban Kumar Rethinasabapathi | Deep Rambhiya Akshan Shetty                    |
| Herrendoppel | Nithin H. V. Pruthvi Krishnamurthy Roy | Hariharan Amsakarunan Ruban Kumar Rethinasabapathi | Prakash Raj S. Vaibhaav                        |
| Damendoppel  | Shikha Gautam Ashwini Bhat             | Simran Singhi Ritika Thaker                        | Arul Bala Radhakrishnan Varshini Viswanath Sri |
| Damendoppel  | Shikha Gautam Ashwini Bhat             | Simran Singhi Ritika Thaker                        | Kavya Gupta Deepshikha Singh                   |
| Mixed        | Gouse Shaik Pooja Dandu                | Bokka Navaneeth Maneesha Kukkapalli                | Nitin Kumar Kanika Kanwal                      |
| Mixed        | Gouse Shaik Pooja Dandu                | Bokka Navaneeth Maneesha Kukkapalli                | Suraj Goala Manali Bora                        |
| Herrenteam   | Karnataka                              | Maharashtra                                        | Assam                                          |
| Herrenteam   | Karnataka                              | Maharashtra                                        | Uttarakhand                                    |
| Damenteam    | Assam                                  | Maharashtra                                        | Goa                                            |
| Damenteam    | Assam                                  | Maharashtra                                        | Andhra Pradesh                                 |